# Psychophora sabiniaria
Psychophora sabiniaria är en fjärilsart som beskrevs av Alpheus Spring Packard 1876. Psychophora sabiniaria ingår i släktet Psychophora och familjen mätare. Inga underarter finns listade.